# Josef Partykiewicz
Josef „Party“ Partykiewicz (geb. 10. Juni 1914 in Lemberg; gest. 10. Juni 2003 in Rösrath) war ein deutscher Karikaturist.

## Leben
Partykiewicz wurde 1914 in Lemberg geboren. Er studierte in Lemberg und Wien Jura, daneben Graphik und Malerei. Als polnischer Kriegsgefangener war Partykiewicz von 1939 bis 1941 im Emslandlager Oberlangen interniert, von wo aus er in das Bonner Stammlager VI G verlegt worden ist. Aus dieser Zeit hat sich eine Mappe mit Originalzeichnungen erhalten, die 2016 dem Zentralen Museum der Kriegsgefangenen in Lamsdorf und Oppeln übergeben wurde. Nach dem Krieg arbeitete Partykiewicz als freischaffender Karikaturist und Grafiker unter anderem für den Rheinischen Merkur, die Kölnische Rundschau, den Spiegel, den stern sowie Die Welt. Partykiewicz starb 2003 in Rösrath bei Köln. Ein Teil seines zeichnerischen Nachlasses liegt bei der Stiftung Haus der Geschichte der Bundesrepublik Deutschland, darunter die Bildmappe „Bonner Zoo. Nur große Tiere“, die Porträts von 24 Politikern enthält und zu Partykiewiczs berühmtesten Werken zählt.

## Auszeichnungen
- 1992: Goldener Gothaer der „Gothaer Karikade“
- 2001: Preis der „Gothaer Karikade“ für sein Lebenswerk

## Veröffentlichungen (Auswahl)
- Das Amerikabuch für die Jugend, Frankfurt am Main 1951.
- Zeitgeschichte in der Karikatur, Köln 1955.
- Walther Freisburger (Hrsg.): Konrad, sprach die Frau Mama, Hamburg 1955.
- Fritz Brühl (Hrsg.): Ollenhauer in der Karikatur, Berlin 1957.
- Walther Freisburger (Hrsg.): Konrad, bleibst du jetzt zu Hause? Hamburg 1963.
- Hans-Joachim Gerboth (u. a.): Durch vier Brillen gesehen, Köln 1965.
- Fritz Arlt: In den Wind geredet? Schule der Rhetorik und Dialektik, Köln 1967.
- Party’s Polithäppchen, Wiesbaden 1995.
- Rund um die Dressur, in: Reiter-Revue International 4/1986, S. 54, 56, 58–59.
- Rund um die Dressur Nr. 10, in: Reiter-Revue International 6/1987, S. 28–31.